# Полтергейст: Наследие (4 сезон)
Ниже представлен список серий 4-го сезона сериала «Полтергейст: Наследие». 4-й сезон состоял из 22-х серий. В этом сезоне появилось три новых второстепенных персонажа — Меган Торренс (актриса Тамара Горски), журналистка, с которой у Дерека Рейна возникли близкие отношения, Рид Хортон (известный британский актёр Саймон Маккоркиндейл) — бывший член «Наследия», убитый Дереком Рейном и вернувшийся с того света, чтобы отомстить «Наследию». И Миранда (юная актриса Колин Ренисон) — школьная подруга Кэт, увлеченная колдовством и магией, постоянно подвергающая Кэт смертельной опасности. Кристина Адамс (актриса Кристин Леман), которая появилась в 3-м сезоне сериала, погибает. В последней серии сезона «Зверь внутри» («The Beast Within») из пяти гробниц вырвались демоны, и чтобы уничтожить их навсегда Дерек Рейн был вынужден взорвать замок и погиб при взрыве, что поставило точку в истории сан-францисского дома.
После того, как были сняты и показаны три сезона сериала, американский кабельный оператор The Showtime Network расторг договор с производителями сериала. Весной 1998 года канал научно-фантастического кино Sci-Fi Channel и MGM Worldwide Television Group в союзе с MGM заключили соглашение, по которому Sci-Fi канал получил исключительные права на показ сериала. По заказу Sci-Fi канала был снят 4-й, последний сезон сериала. Премьера сериала в США состоялась 19 марта 1999 года. Премьера в России состоялась на федеральном канале ОРТ 10 ноября 2003 года. Канал транслировал серии поздней ночью, что не давало возможности зрителям в Москве и Московской области увидеть этот сезон, потому что канал ОРТ заканчивал вещание для Москвы и Московской области в час ночи.
В этом сезоне исполнители главных ролей — Элен Шейвер, Мартин Камминс и Дерек Де Линт выступали также в качестве режиссёров отдельных серий.

## Сезон 4 (1999)
| № общий | № в сезоне | Название                                                         | Режиссёр         | Автор сценария               | | Дата премьеры     |                  |
| --- | ---------- | ---------------------------------------------------------------- | ---------------- | ---------------------------- | --- | ----------------- | ---------------- |
| 67 | 1          | «Песнь во?рона (часть 1)» «Song of the Raven»                    | Гарнер Симмонс   | Дэвид Тинан                  | Джефф Кобер (Раймонд Корвус), Тамара Горски (Меган Торренс), Майкл Копса (Отец Норман), Майкл Рейли Бёрк (Джефри Сандор), Клэр Лапински (Дженнифер Холлибрук), Дерек Пикман (Мр. Кэллог), Джон Сэмпсон (офицер полиции), Чарльз Сигел (Сэм Шадрак), Скотт Свенсон (Уорден Тейлор), Дон Томпсон (Хорак Фейвер), Генри Уотсон (Доктор Риз)                          | 19 марта, 1999    | 12 ноября, 2003  |
| Сан-францисский дом расследует серию убийств, которые происходят в стиле серийного убийцы, «жнеца», Раймонда Корвуса, который сейчас находится в тюрьме Сан-Квентин. Все погибшие имеют отношение к делу Корвуса. Рейчел должна освидетельствовать умственное состояние Корвуса. Если она признает его сумасшедшим, то его не казнят. Но Рейчел понимает, что Корвус — лишь ублюдок, который прекрасно осознавал то, что делал. На казни Корвуса присутствует репортёр Меган Торренс, которая брала перед казнью у Корвуса интервью, где он сказал ей, что его смерть временное явление, таких как он никогда не ловят. |            |                                                                  |                  |                              | |                   |                  |
| 68 | 2          | «Хищная птица" (часть 2)» «Bird of Prey»                         | Гарнер Симмонс   | Дэвид Тинан                  | Джефф Кобер (Раймонд Корвус), Тамара Горски (Меган Торренс), Майкл Рейли Бёрк (Джеффри Сандер), Майкл Копса (Отец Норман), Бен Кардинал (Оливер Половина Луны) | 26 марта, 1999    | 13 ноября, 2003  |
| После казни Корвуса убийства в его стиле продолжаются — погибают священник и полицейский, которые присутствовали на казни. Третьей жертвой становится Меган Торренс, которая встречается с убийцей, не зная о том, что он — убийца. Но Дерек, понимая, что Меган в опасности, приставляет к ней Ника, который спасает Меган. Сан-францисский дом выясняет, что эти убийства происходит в соответствии с ритуалом переселения душ индейцев «чапази», которые отправляли свою душу в виде волка или во?рона на поиски жертвы. После смерти Корвуса злой дух переселился в тело Джеффри Сандера и продолжает убивать. Дерек и Ник выясняют, как изгнать злой дух и отправляются на поиски Сандера. |            |                                                                  |                  |                              | |                   |                  |
| 69 | 3          | «Кровная месть» «Vendetta»                                       | Джим Кауфман     | Стивен Макферсон             | Фил Хейс, Дон Маккэй, Ллойд Берри (сторож), Ева Бреннер (Гретхен Данвортс), Джефф Барнетт (работник библиотеки), Лилиан Карлсон (работница гостиницы), Кристель Касс (Кэндес), Джон Б. Дестри (Дженни Краус), Далтон Фишер (механик), Аннабель Кершоу (Сьюзан Портер), Дэвид Ливингстон (Израэль), Рита Хаттон (Иви), Ли Тейлор (Глен Морс), Боян Вукелик (Билли) | 2 апреля, 1999    | 14 ноября, 2003  |
| Кристин собирается уезжать в Бостон, но решает присоединиться к Дереку для расследования странного случая смерти подростка в провинциальном городке, откуда друг Дерека, коронер, прислал фотографии погибшего мальчика. Когда Кристин и Дерек приезжают в городок, то выясняют, что в 1954 году жительницу этого городка Мэри Дэнвор обвинили в поджоге дома её жениха Роберта, и посадили в тюрьму, но толпа ворвалась в тюрьму, выволокла её оттуда и повесила. Погибший подросток со своей подругой случайно пробудил призрак Мэри и она вернулась, чтобы отомстить за свою смерть. |            |                                                                  |                  |                              | |                   |                  |
| 70 | 4          | «Картина» «The Painting»                                         | Алан Крокер      | Клинт Моррис, Майкл Садовски | Венус Терцо (Сара), Джорджи Джонсон (Стивен де Бекке), Коллин Реннисон (Миранда), Кристина Ястржембска (Мария) | 9 апреля, 1999    | 21 ноября, 2003  |
| После исчезновения Сары, своей пациентки, Рейчел получает от неё в дар картину XVII века. Рейчел перевозит картину к себе и её начинают мучить видения, что её затягивает в картину и там она встречается с мужчиной, который очаровывает её. В одном из таких видений Рейчел видит Сару, которая тоже находится в картине и просит Рейчел спасти её. Дерек выясняет, что эту картину в XVII веке написал ученик Вермеера — Стивен де Бекке, который был алхимиком. Он исчез, оставив свою картину незаконченной. И всех женщин, у кого была эта картина, он затягивал внутрь. |            |                                                                  |                  |                              | |                   |                  |
| 71 | 5          | «Обладание» «The Possession»                                     | Уильям Фрует     | Джон Симмонс                 | Вирджиния Каперс (бабушка Роуз), Роберт Уиздом (Даниэль Юварра), Натаниель Дево (Луи Боне), Янна Макитош (Мадам Клэр), Роберс Дапросида (Мануэль), Лорейн Ландри (Др. Террель), Кандак О’Коннор (Мэтрон) | 16 апреля, 1999   | 24 ноября, 2003  |
| В Сан-Франциско приезжает Роуз, бабушка Алекс. Роуз рассказывает, что её проклял боко?р — очень сильный колдун. Роуз теряет сознание и впадает в кому, её отвозят в больницу. Алекс пытается найти другого колдуна, который бы смог снять проклятие, но ей это не удается. Тогда она решает воскресить Даниэля Юварру, не зная о том, что именно он и проклял Роуз. Вернувшись в этот мир, Юварра начинает вновь лелеять мысль получить огромную силу и власть, и для этого ему нужна Алекс. Несмотря на все усилия Алекс и других членов сан-францисского дома Роуз умирает. |            |                                                                  |                  |                              | |                   |                  |
| 72 | 6          | «Предатель (часть 1)» «The Traitor (part1)»                      | Майкл Робисон    | Грант Розенберг              | Саймон Маккоркиндейл (Рид Хортон), Стюарт Финлэй-Макленнан (Фрэнклин Кросс), Фионнула Флэнаган (миссис Дарксайд), Элизабет Шепперд (Джейн Визерспун), Мэвор Мур (Артур Мидлтон) | 23 апреля, 1999   | 10 ноября, 2003  |
| Алекс решает переосмыслить действия «Наследия» и вновь встречается с миссис Дарксайд. После исчезновения Алекс члены сан-францисского дома и Кристин начинают искать любую информацию о ней, и Кристин неожиданно натыкается на заметку в газете об убийстве профессора археологии Рида Хортона. Подозреваемым был Дерек, но он был оправдан. Дерек пытается убедить всех, что Рид Хортон на самом деле был наемным убийцей Темной силы, и поэтому его пришлось убить. Но ему никто не верит. Из Бостона появляется Фрэнклин Кросс, который обычно ведет расследования по внутренним делам «Наследия». Члены сан-францисского дома и Кристин в Бостоне находят все новые и новые улики против Дерека. |            |                                                                  |                  |                              | |                   |                  |
| 73 | 7          | «Заместитель Кросса (часть 2)» «Double Cross (part2)»            | Майкл Робисон    | Грант Розенберг              | Саймон Маккоркиндейл (Рид Хортон), Стюарт Финлэй-Макленнан (Фрэнклин Кросс), Фионнула Флэнаган (мисис Дарксайд), Элизабет Шепперд (Джейн Визерспун), Мэвор Мур (Артур Мидлтон) | 30 апреля, 1999   | 11 ноября, 2003  |
| После исчезновения Дерека, Фрэнклин Кросс пытается убедить всех, что Дерек совершил самоубийство у него на глазах, подтвердив, таким образом, свою вину. Фрэнклин занимает место главы дома, что вызывает глухое недовольство членов дома, в особенности Ника, который сразу начинает конфликтовать с Кроссом. Неожиданно Ник узнает, что Дерек не погиб. Дерек рассказывает Нику, что подозревал, что Кросс — это Рид Хортон, которого воскресила Темная сила. Дерек инсценировал своё самоубийство, зная, что Хортон захочет его убить. Вместе с Ником Дерек разрабатывает план уничтожения Хортона. |            |                                                                  |                  |                              | |                   |                  |
| 74 | 8          | «Братская верность» «Brother’s Keeper»                           | Элен Шейвер      | Гарнер Симмонс               | Джереми Рэтчфорд (Джимми Бойл), Марк Уильям Калавей «Гробовщик» (Охотник за душами из ада) | 4 июня, 1999      | TBA              |
| Ник случайно сбивает на шоссе человека, который оказывается его братом Джимми, умершим год назад. Джимми удалось сбежать из ада и теперь его преследует «Ловец душ» из ада. Ник привозит Джимми в сан-францисский дом, а ловец душ отправляется следом. Ловец душ настигает Джимми, но он договаривается с ним обменять свою душу на душу своего брата — Ника. Ник, не подозревая о грязной сделке, готовится уничтожить ловца душ. Но когда тот приходит в сан-францисский дом, и решает забрать душу Ника, Джимми не выдерживает и защищает брата. |            |                                                                  |                  |                              | |                   |                  |
| 75 | 9          | «Посвящение» «Initiation»                                        | Билл Фрует       | Майкл Берман                 | Коллин Реннисон (Миранда) | 11 июня, 1999     | TBA              |
| Миранда, школьная подруга Кэт, предлагает ей обрести магическую силу. Для этого Кэт должна коснуться амулетом с пентаграммой пяти людей — себя и ещё четырёх других. Постепенно Кэт выполняет этапы ритуала и приобретает все большую силу. Но при этом под влиянием Миранды Кэт становится совершенно неуправляемой. Она сбегает из дома, прогуливает уроки. Рейчел ничего не может сделать с дочерью. Но затем Кэт начинает осознавать, что то, что она делает вместе с Мирандой — неправильно и в конце концов выходит из под её контроля. |            |                                                                  |                  |                              | |                   |                  |
| 76 | 10         | «Желаемое и действительное» «Wishful Thinking»                   | Мартин Камминс   | Майкл Садовски               | Рене Обержонуа (Майло Джавитс), Франсуа Робертсон (Джанель деБиир), Тамара Горски (Меган Торренс), Мартин Эванс (Руперт Шнель, бизнесмен), Дэвид Ловгрен (Питер Эссингер, пианист), Карэн Коновал (цыганка, хозяйка антикварного магазина) | 18 июня, 1999     | 2 декабря, 2003  |
| В Париже Майло Джавитс покупает в антикварном магазине бутылку с заточенной в ней джинией Джанель, которая может выполнить три желания. Когда у Майло остается третье желание, Джанель исчезает. Майло обращается к своему другу Дереку, чтобы он помог найти Джанель, в которую Майло влюбился. Дерек откладывает свидание с Меган Торренс и начинает расследование. Тем временем джиния посещает двух своих предыдущих хозяев — пианиста и бизнесмена, и отнимает у них то, что она дала им, выполняя их желания. Посетив обоих, Дерек понимает, что Джанель сама найдет Майло, чтобы заставить его освободить себя. |            |                                                                  |                  |                              | |                   |                  |
| 77 | 11         | «Спокойные воды» «Still Waters»                                  | Майк Рол         | Марк Штерн, Алекс Амин       | Роберт Уизден (Уилл Томас), Шерил Уилсон (Сьюзан Томас), Сайрус Тидеке (Логан Томас), Джоэл Палмер (Мэтою Томас), Норман Браунинг (Джефф Томас) | 25 июня, 1999     | TBA              |
| К Алекс обращается за помощью Сьюзан Томас, которая недавно переехала вместе со своим мужем Уиллом и 17-летним сыном Логаном в дом их умершей тети. После того, как они переехали в дом, там стали происходить странные вещи. Вначале на Логана упал шкаф, потом он чуть не утонул в озере, которое находится рядом с домом. Алекс и Ник выясняют, что много лет назад в озере утонул 10-летний мальчик по имени Мэтью и теперь его дух пытается навредить Логану. Алекс и Ник помогают духу Мэтью обрести покой. |            |                                                                  |                  |                              | |                   |                  |
| 78 | 12         | «Нечестивый конгресс (часть 1)» «Unholy Congress (part 1)»       | Майк Рол         | Дэвид Тинан                  | Патрик Фитцжеральд (Отец Филипп Кэллахен), Марк Линдсэй Чэпман (Доктор Мордехай Чёрч), Элизабет Шепард (Джейн Визерспун), Тим Кадени (Итэн), Саймон Маккоркиндейл (Рид Хортон), Таня Рейчерт (Сюзанна), Мишель Скальник (Ветт Кавано), Трой Йорк (Джереми) | 30 июля, 1999     | 4 декабря, 2003  |
| Кристин покидает сан-францисский дом и уезжает в Бостон. Она узнает, что глава бостонского дома, Джейн Визерспун, расследует случаи убийства людей, чьи тела находят со странными отметинами на голове. Здесь же в округе Сен-Олтон некий доктор Мордехай Чёрч основал секту, куда привлекает людей, которые потом исчезают. В Бостоне появляется Рид Хортон, он знакомится с Чёрчом и предлагает ему взаимовыгодное сотрудничество — он предоставляет Чёрчу особые души, которые помогут ему освободиться от проклятья, наложенного на него, а Чёрч помогает Хортону уничтожить «Наследие». Их первой совместной жертвой становится Джейн. После её гибели Дерек и Ник приезжают в Бостон поддержать Кристин. Хортон похищает брата Кристин, Итэна, и предлагает Дереку и остальным прийти за ним в катакомбы, где на глазах Кристин он убивает Итэна. |            |                                                                  |                  |                              | |                   |                  |
| 79 | 13         | «Самопожертвование (часть 2)» «Sacrifice (part 1)»               | Майкл Робисон    | Дэвид Тинан                  | Патрик Фитцжеральд (Отец Филипп Кэллахен), Марк Линдсэй Чэпман (Доктор Мордехай Чёрч), Саймон Маккоркиндейл (Рид Хортон), Джон Б. Лоу (инженер) | 6 августа, 1999   | 8 декабря, 2003  |
| Дереку удается найти информацию о процессе над Чёрчем. Поскольку главные документы по его делу были конфискованы католическим орденом, Дерек уговаривает Филиппа помочь ему отыскать эти документы, чтобы знать, каким оружием бороться против «черного доктора». После гибели Итэна, Кристин решает покинуть «Наследие» и найти убийцу своего брата самостоятельно, она обращается за помощью к Чёрчу, не зная, что он в сговоре с Хортоном. Чёрч заманивает Кристин в катакомбы, к своей гробнице, чтобы там убить её и, используя её чистую душу, освободиться окончательно. Дерек, Ник и Филипп, узнав, что Кристин пошла в катакомбы, следуют за ней. Они настигают Чёрча, и Ник с помощью Филиппа отправляет Чёрча обратно в ад, но перед тем, как покинуть этот свет Чёрч смертельно ранит Кристин.                                              |            |                                                                  |                  |                              | |                   |                  |
| 80 | 14         | «В её сердце вселился дьявол» «She’s Got the Devil in Her Heart» | Майк Рол         | Майкл Берман                 | Ян Трейси (Майк Маккриди), Дайана Дилэссио (Анна/Карен Морган), Гарвин Сэнфорд (Детектив Джон Ройс) | 13 августа, 1999  | TBA              |
| Двое рыболовов случайно освобождают Карен Морган, суккуба, которого утопили Дерек и Ник. Карен изменяет цвет волос и начинает искать встречи с Ником. Она знакомится с его другом Майком, становится пациенткой Рейчел Кориган. В округе при необычных обстоятельствах начинают пропадать мужчины. Детектив Джон Ройс, расследующий случаи исчезновения мужчин, обращается к Рейчел Кориган. Получив информацию от Рейчел, и сопоставив все факты, Ник приходит к выводу, что молодая девушка, с которой познакомился его друг Майк — это Карен, которой удалось освободиться. С помощью Рейчел Нику удается отправить суккуба в ад. |            |                                                                  |                  |                              | |                   |                  |
| 81 | 15         | «Тело и душа» «Body and Soul»                                    | Нейл Фернели     | Майкл Садовски               | Саймон Маккоркиндейл (Рид Хортон), Гарвин Санфорд (Детектив Джонн Ройс), Тамара Горски (Меган Торренс), Чарльз Эдисон (Доктор Годдард), Роберт Сандерс (шофер) | 20 августа, 1999  | 11 декабря, 2003 |
| После ночи, проведенной с Дереком, Меган погибает в машине от взрыва бомбы, заложенной Ридом Хортоном. Затем Хортон убивает Годдарда — психоаналитика Дерека. Дерек находит в бумагах Годдарда записку Хортона, который указывает ему место встречи. Ничего не сказав Алекс, Дерек отправляется на встречу с Хортоном и попадает в ловушку, устроенную им. Хортон подвергает Дерека изощрённым моральным и физическим пыткам, но потом к удивлению Дерека дает ему сбежать. Вернувшись в сан-францисский дом, Дереку удается разгадать замысел Хортона и отправить его обратно в ад. |            |                                                                  |                  |                              | |                   |                  |
| 82 | 16         | «Не забывай меня» «Forget me Not»                                | Джерри Сикоритти | Джон Бенджамин Мартин        | Колин Реннисон (Миранда), Элисон Пилл (Пейдж), Соня Беккер, Мерлини Ганна (Марта Дагган), Мишель Харрисон (Клэр), Джим Ройнер (священник) | 10 сентября, 1999 | 16 декабря, 2003 |
| Кэт, просматривая старое видео, неожиданно видит там девочку, которой раньше там не было. Ник, пытаясь найти информацию об этой девочке, натыкается на личный файл Рейчел, в котором говорится, что Рейчел в 19 лет родила ребенка, девочку, и отказалась от неё. Эта девочка умерла, и теперь её дух был вызван из небытия Мирандой, которая решила отомстить Рейчел. Но дух дочери Рейчел начал мстить не матери, а её дочери — Кэт. Среди одноклассников Кэт появляется новенькая, которую зовут Пейдж и она — подруга Миранды. Кэт знакомится с Пейдж, и возобновляет дружбу с Мирандой, не зная, что именно она вызвала дух Пейдж, которая обозлена тем, что Кэт досталось счастье, которого Пейдж была лишена. |            |                                                                  |                  |                              | |                   |                  |
| 83 | 17         | «Знаменье» «The Portents»                                        | Дерек де Линт    | Джонас Куастел               | Захари Энсли (брат Томас), Дэвид Бирни (отец Элиас), Лаара Сэдик (Стифания) | 17 сентября, 1999 | 24 декабря, 2003 |
| Священник отец Элиас, перешедший на сторону Тьмы, убивает главу ордена Розенкрейца и крадет у него ключ к адскому порталу. От юного монаха брата Томаса он узнает, что один из адских порталов находится в сан-францисском доме на острове Эйнджел. Обманом он пробирается в дом и с помощью Алекс находит путь к порталу. Но перед Рейчел появляется дух Кристин Адамс, которая предупреждает её о том, что враг готов открыть портал. Рейчел с помощью Кристин удается остановить священника. |            |                                                                  |                  |                              | |                   |                  |
| 84 | 18         | «Газовый свет» «Gaslight»                                        | Мартин Камминс   | Грант Розенберг              | Оушен Хеллман (Синди Спиро), Бренди Ледфорд (Вики, кузина Синди), Бреннан Эллиотт (Том Клермонт, адвокат, бывший муж Вики), Джули Фицджеральд (Дженнифер Фиринг), Фрэнсис Эндрю (Тони), Кейт Горда (Джеймс Спиро), Джейн Макгрегор (Патрисия Спиро), Тания Солнье (Вики в юности),Элизабет Кэрол Савенкофф (Нэнси Спиро), Кателин Уоллес (Синди в юности)         | 24 сентября, 1999 | TBA              |
| К Рейчел обращается девушка по имени Синди, страдающая астмой на нервной почве. После смерти её отца, она унаследовала особняк, который по слухам населен призраками. Чтобы избавить Синди от страха перед домом, Рейчел предлагает сходить туда. Вместе с Рейчел и Дереком Синди попадает в дом и действительно встречается с кровавыми призраками. Она решает продать дом и в этом ей помогает её кузина Вики и её знакомый адвокат. Но Рейчел и Дерек выясняют, что призраки, которые появляются перед Синди, организованы Вики, которая решила убить свою кузину и завладеть её собственностью. Прим. Роль Вики, кузины Синди, сыграла жена (сейчас бывшая) Мартина Камминса — Бренди Ледфорд |            |                                                                  |                  |                              | |                   |                  |
| 85 | 19         | «Конец шабаша» «Sabbath’s End»                                   | Брентон Спенсер  | Майкл Садовски               | Колин Реннисон (Миранда Роудес), Мики Монселл (древняя ведьма), Керри Сандомирски (Лилит Роудес) | 1 октября, 1999   | TBA              |
| Кэт, узнав, что Миранда тяжело больна, решает все-таки возобновить с ней дружбу и соглашается участвовать в очередном ритуале, чтобы передать ей часть своих сил. Рейчел, обеспокоенная тем, что Кэт участвует в ритуалах черной магией, решает поговорить с матерью Миранды об этом. Посетив вместе с Рейчел мать Миранды, Лилит, Дерек получает видение о том, что Лилит на самом деле древняя ведьма. Алекс пытается найти сведения о Миранде и её матери, но ничего не может найти, как будто их не существует. Тем временем, Миранда и Кэт проводят ритуал, и дух Миранды — ведьмы переселяется в тело Кэт. Поняв, что Кэт одержима, Дерек предлагает провести обряд изгнания бесов и в этом может помочь колдовская книга семьи Рейчел. С помощью духа своей убитой матери Рут, Рейчел удается уничтожить ведьму и освободить Кэт.                |            |                                                                  |                  |                              | |                   |                  |
| 86 | 20         | «Демонический паразит» «The Mephisto Strain»                     | Гарнер Симмонс   | Майкл Робисон                | TBA | 8 октября, 1999   | TBA              |
| Клип-шоу. Ника заражает демонический паразит, и он снова начинает переживать события прошлых дней: его встречу с его умершим братом Джимми и ловцом душ из ада, с его командиром Рихтером, который поклонялся безымянному богу и вызывал погибших товарищей с помощью ядовитых пауков, с суккубом Карен Морган, с колдуном Даниэлем Юварой. Когда Алекс находит противоядие и пытается ввести его Нику, ему начинает казаться, что Алекс — вампир и готова вновь убить его. Алекс оглушает Ника электрошокером и он приходит в себя. |            |                                                                  |                  |                              | |                   |                  |
| 87 | 21         | «Внутренние дела» «Infernal Affairs»                             | Майкл Робисон    | Грант Розенберг              | TBA | 5 ноября, 1999    | TBA              |
| Клип-шоу. В дождливую погоду Алекс решает погадать остальным членам сан-францисского дома на картах Таро. Каждая карта напоминает о важном эпизоде из жизни членов Дома. |            |                                                                  |                  |                              | |                   |                  |
| 88 | 22         | «Зверь внутри» «The Beast Within»                                | Джеймс Хед       | Гарнер Симмонс               | Дэниэл Пилон | 12 ноября, 1999   | TBA              |
| Заключительная серия сериала. Дерека одолевают видения, как силы зла готовы вырваться из портала, который находится в подземелье замка. Дерек решает уничтожить портал вместе с замком. С помощью Ника он минирует подземелье, выманивает всех остальных членов сан-францисского дома наружу, а сам остается лицом к лицу с силами Тьмы. |            |                                                                  |                  |                              | |                   |                  |